# Klaus Boers
Klaus Boers (* 1953) ist ein deutscher Jurist und Kriminologe. Er lehrte bis zu seiner Emeritierung 2022 als Professor an der Westfälischen Wilhelms-Universität in Münster.

## Leben
Nach dem Abitur in Kamp-Lintfort studierte Boers Philosophie, Psychologie und Pädagogik an der RWTH Aachen, absolvierte danach seinen Wehrdienst in Hamburg und studierte anschließend an der Universität Hamburg Rechtswissenschaft. Nach erstem und zweitem juristischen Staatsexamen und der Promotion (Kriminalitätsfurcht) in Hamburg wurde er Akademischer Rat und stellvertretender Direktor am Institut für Kriminologie der Universität Tübingen. Er hatte mehrere Forschungsaufenthalte, u. a. am Center for Urban Affairs and Public Policy der Northwestern University in Evanston, am Institute of Behavioral Science der University of Colorado at Boulder, der Ritsumeikan-Universität in Kyōto und am Institute of Criminology der University of Cambridge. Nach seiner Habilitation (Kriminalität und Kausalität. Eine Analyse der kriminologischen Längsschnittforschung) in Tübingen und Lehrstuhlvertretungen an der Technischen Universität Dresden und an der Universität Münster wurde Boers 1998 ordentlicher Professor für Kriminologie an der Universität Münster. Zudem war er Gastprofessor an der Universität Niigata und der Chūō-Universität in Tokyo. 
Seit dem Jahr 2002 findet unter Federführung von Boers und dem Bielefelder Soziologen Jost Reinecke eine Panelstudie mit 3400 Duisburger Jugendlichen statt. Zu Befragungsbeginn waren die Befragten 13 Jahre alt (7. Klasse), die Untersuchung soll bis zu ihrem 30. Lebensjahr fortgesetzt werden. Die bisher vorgestellten Ergebnisse beziehen sich auf das Dunkelfeld der Jugendkriminalität. Ein zentraler Befund ist dabei die Tatsache, dass es bereits ab dem 15. Lebensjahr einen deutlichen Rückgang der Straftaten zu verzeichnen gibt. Selbst bei den sogenannten Intensivtätern war eine Reduzierung der Delikte ab dem 16. Lebensjahr zu finden. Die Studie ist Teil des von der DFG geförderten Projektes Kriminalität in der modernen Stadt. Jugenddelinquenz und -devianz im Wandel von urbanen Sozialmilieus, Lebens-, Freizeit- und Konsumstilen, ethnisch-kulturellen Orientierungen und sozialer Kontrolle, in dessen Rahmen schon zwischen den Jahren 2000 und 2003 eine Panelstudie mit Münsteraner Jugendlichen durchgeführt worden war.
Im Jahre 2010 veröffentlichte Boers als Herausgeber zusammen mit Hans Theile und Ursula Nelles eine von der Deutschen Forschungsgemeinschaft (DFG) geförderte empirische Studie zur Wirtschaftskriminalität im Zusammenhang mit der Privatisierung der DDR-Betriebe durch die Treuhandanstalt.
Boers ist Mitherausgeber der juristischen Zeitschrift Neue Kriminalpolitik, im Beirat der Monatsschrift für Kriminologie und Strafrechtsreform und Vorsitzender der Regionalgruppe Westfalen-Lippe der Deutschen Vereinigung für Jugendgerichte und Jugendgerichtshilfen (DVJJ).

## Schriften (Auswahl)
- Kriminalitätsfurcht: über den Entstehungszusammenhang und die Folgen eines sozialen Problems, Pfaffenweiler: Centaurus-Verlags-Gesellschaft, 1991, ISBN 3-89085-498-2 (zugleich Dissertationsschrift, Universität Hamburg, 1990)
- als Herausgeber: Sozialer Umbruch und Kriminalität in Deutschland, Opladen: Westdeutscher Verlag, 1997. ISBN 3-531-12982-1
- als Herausgeber mit Jost Reinecke: Delinquenz im Jugendalter. Erkenntnisse einer Münsteraner Längsschnittstudie, Münster; New York; München; Berlin: Waxmann, 2007, ISBN 978-3-8309-1769-4
- als Herausgeber mit Hans Theile: Wirtschaftskriminalität und die Privatisierung der DDR-Betriebe. Nomos-Verlag, Baden-Baden 2010, ISBN 978-3-8329-5600-4.